# 戈普費特海崖
戈普費特海崖（英語：Goepfert Bluff）是南極洲的海崖，位於瑪麗伯德地的沃爾格林海岸，處於熊號半島的格賴姆斯嶺東端，美國地質調查局根據該國海軍的空中照片繪入地圖，現時由南極條約體系管理。